# 용의자: 폭탄 테러를 막아라
《용의자: 폭탄 테러를 막아라》(Freaky Deaky)는 미국에서 제작된 찰스 매튜 감독의 2012년 코미디, 범죄, 스릴러 영화이다. 빌리 버크 등이 주연으로 출연하였고 찰스 매튜 등이 제작에 참여하였다.

## 출연

### 주연
- 빌리 버크
- 크리스찬 슬레이터
- 크리스핀 글로버
- 마이클 제이 화이트

## 기타
- 원작자: 엘모어 레너드
- 프로듀서: 로스 엔젤
- 공동제작: 쥬드 루빈
- 라인프로듀서: 찰리 카브레라
- 조감독: 쥬드 루빈마이클 시걸조나단 자일스 짐머맨

## 제작
이 영화는 미시간주의 세금 혜택과 더불어 2,800,000 달러의 수익을 거둬들였다.